# Episodi de La mia vendetta (seconda stagione)
La seconda stagione della serie televisiva francese La mia vendetta, composta da 6 episodi da 52 minuti ciascuna, è stata trasmessa in Francia dal 20 novembre al 4 dicembre 2017 sul canale TF1.
In Italia stagione è inedita.
| nº | Titolo originale     | Prima TV Francia |
| -- | -------------------- | ---------------- |
| 1  | Prisonnière          | 20 novembre 2017 |
| 2  | Le choix d'Alexandre | 20 novembre 2017 |
| 3  | Descente aux enfers  | 27 novembre 2017 |
| 4  | Piège pour un flic   | 27 novembre 2017 |
| 5  | Effraction           | 4 dicembre 2017  |
| 6  | Renaissance          | 4 dicembre 2017  |